# Tanaka Mina
Tanaka Mina (田中 美南; Hepburn: Tanaka Mina), (Ubonratcsathani, 1994. április 28. –) japán válogatott labdarúgó.

## Klubcsapatban
2011 óta a Nippon TV Beleza csapatával öt bajnoki címet, 2019-ben Bajnokok Ligája győzelmet szerzett. 2018-ban az Év játékosa lett Japánban.

## Nemzeti válogatott
A japán U17-es válogatott tagjaként részt vett a 2010-es U17-es világbajnokságon, az U20-as válogatottal pedig a 2012-es U20-as világbajnokságon.
2013-ban debütált a felnőttek között. A 2018-as Ázsia-kupán aranyérmet szerzett válogatottjával.

## Statisztika

### Klubcsapatban
| Klub             | Bajnokság          | Szezon           | Bajnoki | Bajnoki | Kupa  | Kupa | Nemzetközi | Nemzetközi | Összes | Összes |
| Klub             | Bajnokság          | Szezon           | Mérk.   | Gól     | Mérk. | Gól  | Mérk.      | Gól        | Mérk.  | Gól    |
| ---------------- | ------------------ | ---------------- | ------- | ------- | ----- | ---- | ---------- | ---------- | ------ | ------ |
| Nippon TV Beleza | Nadeshiko League 1 | 2011             | 7       | 1       | 3     | 0    | —          | —          | 10     | 1      |
| Nippon TV Beleza | Nadeshiko League 1 | 2012             | 15      | 2       | 2     | 1    | 2          | 0          | 19     | 3      |
| Nippon TV Beleza | Nadeshiko League 1 | 2013             | 17      | 10      | 2     | 0    | 8          | 7          | 27     | 17     |
| Nippon TV Beleza | Nadeshiko League 1 | 2014             | 21      | 3       | 4     | 5    | —          | —          | 25     | 8      |
| Nippon TV Beleza | Nadeshiko League 1 | 2015             | 23      | 14      | 4     | 7    | —          | —          | 27     | 21     |
| Nippon TV Beleza | Nadeshiko League 1 | 2016             | 18      | 18      | 4     | 2    | 9          | 6          | 31     | 26     |
| Nippon TV Beleza | Nadeshiko League 1 | 2017             | 18      | 15      | 5     | 7    | 6          | 6          | 29     | 28     |
| Nippon TV Beleza | Nadeshiko League 1 | 2018             | 18      | 15      | 0     | 0    | 0          | 0          | 18     | 15     |
| Karrier összesen | Karrier összesen   | Karrier összesen | 121     | 63      | 24    | 22   | 25         | 19         | 186    | 119    |

### A válogatottban
| Japán    | Japán | Japán |
| Időszak  | Mérk. | gól   |
| -------- | ----- | ----- |
| 2013     | 4     | 1     |
| 2014     | 0     | 0     |
| 2015     | 2     | 0     |
| 2016     | 0     | 0     |
| 2017     | 14    | 5     |
| 2018     | 15    | 8     |
| 2019     | 4     | 2     |
| 2019     | 1     | 0     |
| Összesen | 40    | 16    |

## Sikerei, díjai

### Klubcsapatokban
Japán bajnok (5):
- Nippon TV Beleza (5): 2015, 2016, 2017, 2018, 2019

 Császárnő-kupa győztes (2):
- Nippon TV Beleza (1): 2014, 2017, 2018, 2019

### A válogatottban
- Ázsia-kupa:  Arany; 2018
- U20-as világbajnokság:  Bronz; 2012
- U17-es világbajnokság:  Ezüst; 2010

### Egyéni
Az év játékosa (1): 2018